# 四氟硼酸六(二甲基亚砜)合钴(II)
四氟硼酸六(二甲基亚砜)合钴(II)是一种配位化合物，化学式为[Co(C2H6OS)6](BF4)2。这个离子化合物由[Co(C2H6OS)6]2+和BF−
4构成。它在非极性溶剂中难溶，在空气中稳定。

## 制备
将[Co(H2O)6](BF4)2溶解在热的DMSO中，真空蒸发溶剂，析出晶体，晶体过滤后用丙酮洗涤，用五氧化二磷干燥，得到纯净的[Co(DMSO)6](BF4)2。
[Co(H2O)6](BF4)2 + 6 DMSO → [Co(DMSO)6](BF4)2 + 6 H2O
将氟硼酸钴的水合物溶解在丙酮中，加入DMSO，发生略微的放热反应，也能得到产物。另一种方法则是利用钴在DMSO存在下在氟硼酸中发生电化学氧化反应来制备。